# 中国大陆失业率
近年来，中国的失业问题日益严重，加剧了社会不平等问题。农民工仍然是一个具有鲜明身份与职业特征的过渡性阶层，落脚县城是普遍的选择。在县域社会的场域中，农民工的流动导致了促进共同富裕的社会效应。
人口因素，如年龄和性别，也对中国失业率产生影响。随着劳动力参与率下降，失业率上升，工作强度增加，性别薪酬差距扩大，加剧了失业问题的复杂性。

## 官方统计口径

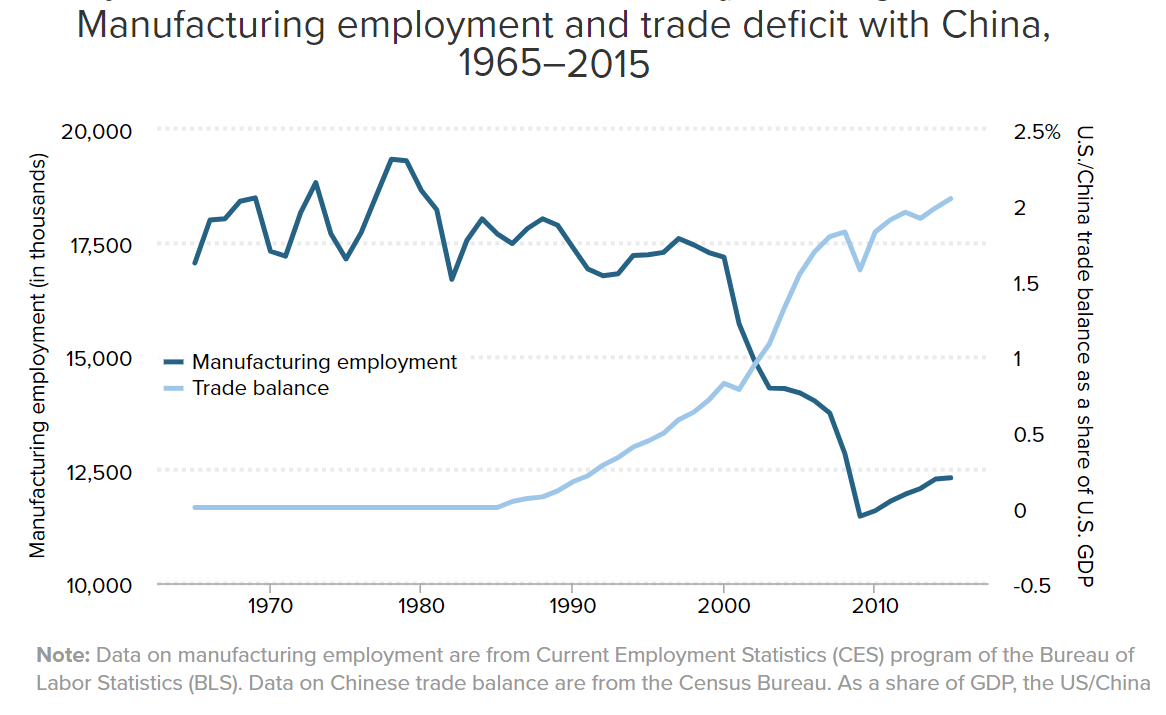
制造业就业与对华贸易逆差, 1965-2015

大多数国家都采用两种统计方法计算失业。第一种是行政登记失业率，另一种是劳动力抽样调查失业率，这两种失业率都是政府进行决策的重要依据。中国失业率调查覆盖了城镇和乡村，调查对象包括城乡所有人口，无论是城镇户籍人口还是农业户籍人口都是失业率调查的对象，即使农业户籍人口现居住在城镇，如被抽中就是失业率调查的对象，同样城镇户籍人口现居住在农村，如被抽中，也是失业率调查的对象。中国的失业率调查在全国城乡随机抽取住宅（包括农民工可能聚集的宿舍、简易房和工棚等），调查员将对住宅内所有人进行调查，当然失业率调查包括农民工，只不过在城镇常住的农民工会被统计到城镇调查失业率中，在乡村常住的农民工会被统计到乡村调查失业率中。
中国的劳动力调查采用了国际劳工组织关于就业和失业的统计标准，就调查中的“失业人口”而言，失业人口是指年满16周岁及以上的个体，其在过去三个月内未有工作，但积极寻找就业机会；同时，若有适合的工作机会，这些个体也能够在两周内投入工作；每周工作时间最低要求1小时。
登记失业率 （页面存档备份，存于）统计的是到公共就业服务机构进行失业登记、享受失业保险待遇并求职的失业人员数量。由于各国公共就业服务和社会保险发展水平不一，登记失业率在国与国之间不能比较。而抽样调查失业率基本依据的是国际化的失业定义，可以进行国际比较。
城镇登记失业率和失业率是两种不同的概念，使用的统计方法也不同。中国公布的城镇失业率，是登记失业率，它是劳动保障部门就业服务机构对失业人员登记统计汇总的结果。
城镇登记失业率，是政府制定就业政策的主要参考依据。由于中国就业服务体系和社会保障体系还不完善，到劳动保障部门就业服务机构登记求职的失业人员数量不够全面，再加上就业和失业登记办法还不健全和规范，因此，存在着实际失业率高于登记失业率的现象。世界上每个国家的失业率都与国内生产总值以及农村和城市劳动力密切相关。政府官方统计数据显示，相对于国内生产总值，中国的失业率非常低，而且稳定得令人怀疑。
中国的劳动力市场由国有企业高度监管和主导，1988年至1995年间的平均失业率为3.7%，但在1995年至2002年间多次裁员后，失业率急剧上升，2002年至2009年间的平均失业率达到9.5%。这些变化对来自农村地区的非技术工人，特别是受教育程度较低的妇女和年轻工人的影响最大。最后，提供了所有城市居民，包括无户口移民的失业率和劳动力参与率的估计数。
从2023年12月的失业率数据开始，中国国家统计局采取了新的统计方法。在这一方法中，16至24岁的劳动力失业率将不再将在校学生纳入统计范围，以更准确地反映实际的就业情况。同时，针对25至59岁的劳动力失业率，统计局将其细分为两个子群：25至29岁的劳动力失业率和30至59岁的劳动力失业率，并分别进行发布。这一变化旨在更全面地了解不同年龄段人群的就业状况，为政策制定和资源分配提供更有针对性的数据支持。

## 近年数据

### 2018年
2018年的《政府工作报告》提出“城镇新增就业1100万人以上，城镇调查失业率5.5%以内，城镇登记失业率4.5%以内”的预期目标。2018年3月20日，国务院总理李克强在会见中外记者并回答提问时表示，《政府工作报告》首次把城镇调查失业率列入预期目标，就是为了更加充分地反映城乡就业状况，也可以说这是自加压力。

### 2020年-2021年

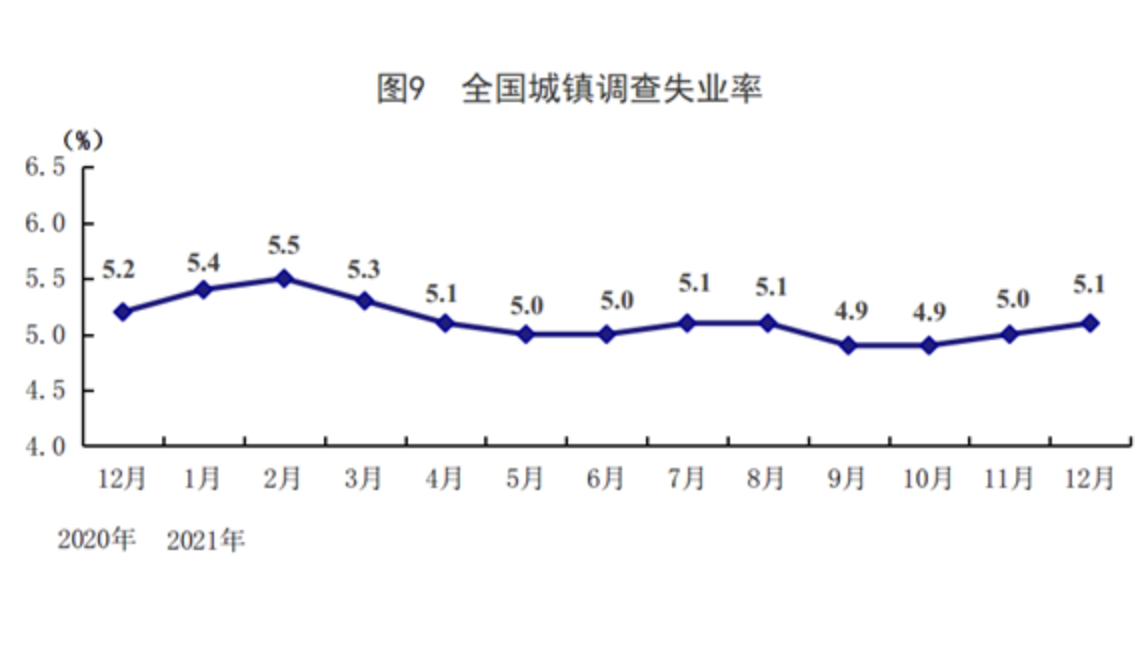
2021年全国城镇调查失业率

2020年的就业数据显示，全年城镇新增就业1186万人，但相较上一年增长了166万人，说明就业增速有所放缓。全国城镇调查失业率为5.2%，城镇登记失业率为4.2%。农民工总量为28560万人，比上年下降了1.8%，其中外出农民工和本地农民工分别下降了2.7%和0.4%。而到了2021年，全国就业人员总量增加到了74652万人，其中城镇就业人员占比为62.7%，比上年末上升了1.1个百分点。城镇新增就业人数为1269万人，比上年增加了83万人，就业市场有所改善。全年全国城镇调查失业率平均值为5.1%，比去年下降了0.5个百分点。农民工总量增长到了29251万人，比去年增加了691万人，比上年增长了2.4%，其中外出农民工增长了1.3%，本地农民工增长了4.1%。
| 月份 | 全国失业率 | 本地户籍劳动力调查失业率 | 外来户籍劳动力调查失业率 | 25-59岁劳动力调查失业率 | 16-24岁劳动力调查失业率 | 全国企业就业人员周平均工作时间 | 农民工月均收入水平 | 来源   |
| ---- | ---------- | ------------------------ | ------------------------ | ----------------------- | ----------------------- | ------------------------------ | ------------------ | ------ |
| 12月 | 5.1%       | 5.1%                     | 4.9%                     | 4.4%                    | 14.3%                   | 47.8小时                       | 4432元             | [ 13 ] |

这些数据都表明，2021年就业形势相比2020年有所改善，城镇新增就业人数增加，失业率略有下降，农民工总量也有所增加，特别是本地农民工的增长较为显著，显示了就业市场的一定稳定和活力。

### 2022年
2022年末全国就业人员73351万人，其中城镇就业人员45931万人，占全国就业人员比重为62.6%。全年城镇新增就业1206万人，超额完成1100万人的全年预期目标任务，比上年少增63万人。全年全国城镇调查失业率平均值为5.6%。全国农民工总量29562万人，比上年增长1.1%。其中，外出农民工17190万人，增长0.1%；本地农民工12372万人，增长2.4%。

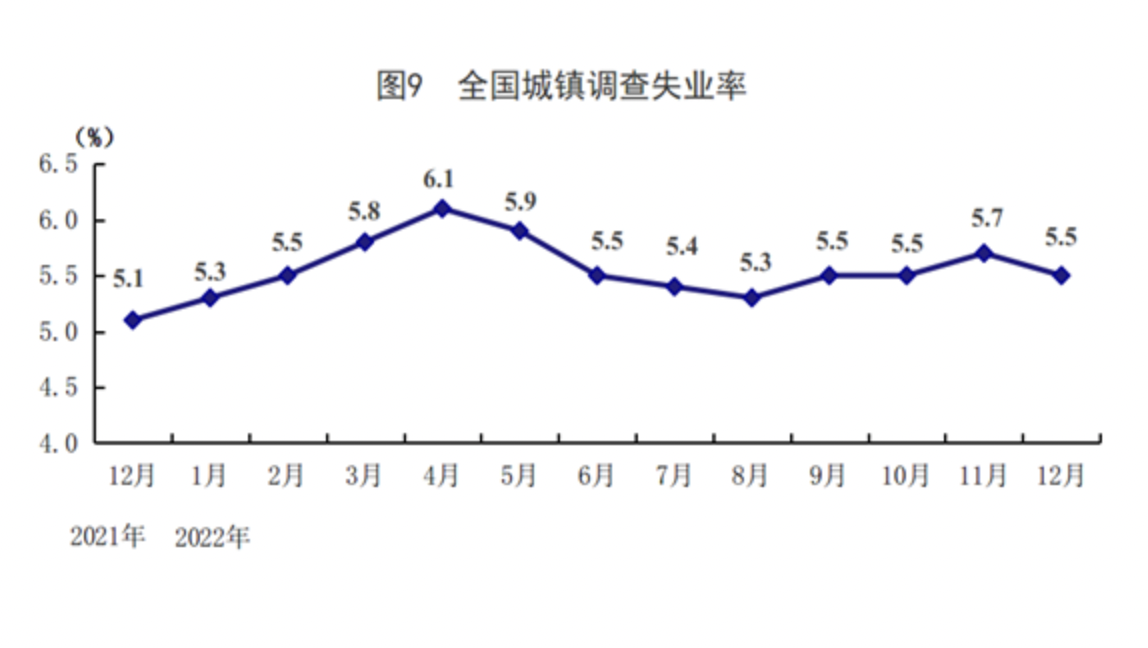
2022年全国城镇调查失业率

2022年3月份由于部分地区疫情加重，生产经营活动恢复受到影响，建筑、交通运输、住宿餐饮、批发零售、居民服务、文化旅游等行业受影响较大，用工需求减弱，城镇调查失业率升至5.8%，比上月提高0.3个百分点。其中，主要就业群体25—59岁成年人失业率为5.2%，比上月提高0.4个百分点。从重点群体看，2月份农民工节后集中进入劳动力市场寻找工作，外来农业户籍人口（主要是进城农民工）失业率比1月份上升0.7个百分点，达到5.6%；3月份，疫情影响下外来农业户籍人口失业率继续升高至5.9%，连续两个月高于城镇失业率总体水平。
| 月份 | 城镇调查失业率 | 本地户籍劳动力调查失业率 | 外来户籍劳动力调查失业率 | 25-59岁劳动力调查失业率 | 16-24岁劳动力调查失业率 | 全国企业就业人员周平均工作时间 | 来源   |
| ---- | -------------- | ------------------------ | ------------------------ | ----------------------- | ----------------------- | ------------------------------ | ------ |
| 1月  | 5.3%           | 未发布                   | 未发布                   | 5.0%                    | 15.3%                   | 未发布                         | [ 17 ] |
| 2月  | 5.5%           | 5.5%                     | 5.6%                     | 4.8%                    | 15.3%                   | 46.7小时                       | [ 17 ] |
| 3月  | 5.8%           | 5.6%                     | 6.3%                     | 5.2%                    | 16.0%                   | 47.3小时                       | [ 18 ] |
| 4月  | 6.1%           | 5.7%                     | 6.9%                     | 5.3%                    | 18.2%                   | 46.2小时                       | [ 19 ] |
| 5 月 | 5.9%           | 5.5%                     | 6.6%                     | 5.1%                    | 18.4%                   | 47.2小时                       | [ 20 ] |
| 6月  | 5.5%           | 5.3%                     | 5.8%                     | 4.5%                    | 19.3%                   | 47.7小时                       | [ 21 ] |
| 7月  | 5.4%           | 5.3%                     | 5.5%                     | 4.3%                    | 19.9%                   | 48.0小时                       | [ 22 ] |
| 8月  | 5.3%           | 5.3%                     | 5.3%                     | 4.3%                    | 18.7%                   | 48.0小时                       | [ 23 ] |
| 9月  | 5.5%           | 未发布                   | 未发布                   | 未发布                  | 未发布                  | 未发布                         | [ 24 ] |
| 10月 | 5.5%           | 5.4%                     | 5.7%                     | 4.7%                    | 17.9%                   | 47.9小时                       | [ 24 ] |
| 11月 | 5.7%           | 5.5%                     | 6.2%                     | 6.0%                    | 17.1%                   | 47.7小时                       | [ 25 ] |
| 12月 | 5.5%           | 5.4%                     | 5.7%                     | 4.8%                    | 16.7%                   | 47.9小时                       | [ 26 ] |

### 2023年

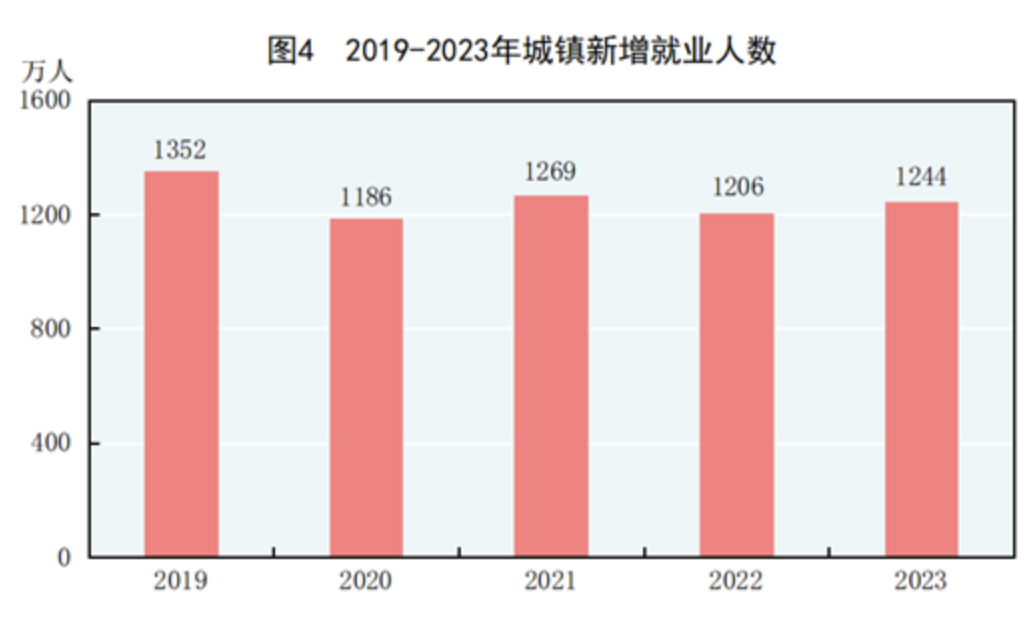
2019-2023年城镇新增就业人数

2023年末全国就业人员74041万人，其中城镇就业人员47032万人，占全国就业人员比重为63.5%。全年城镇新增就业1244万人，比上年多增38万人。全年全国城镇调查失业率平均值为5.2%。年末全国城镇调查失业率为5.1%。全国农民工总量29753万人，比上年增长0.6%。其中，外出农民工17658万人，增长2.7%；本地农民工12095万人，下降2.2%。

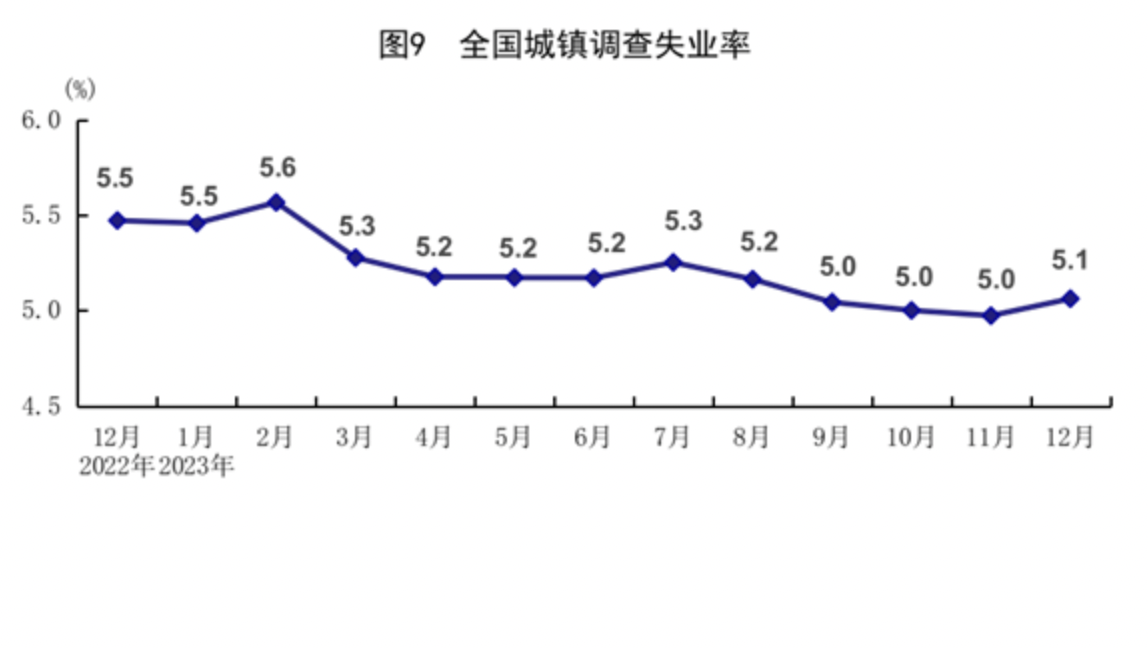
2023年度全国城镇调查失业率

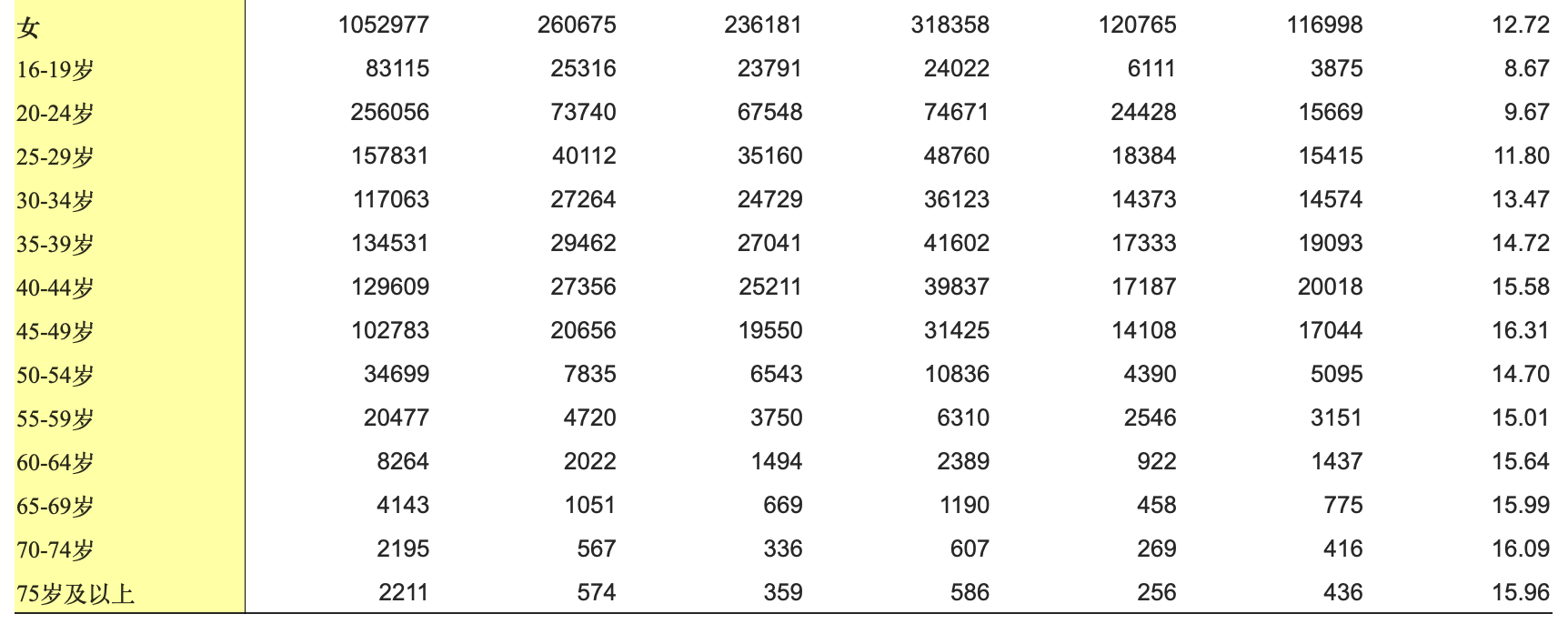
全国分性别的失业人口（女）

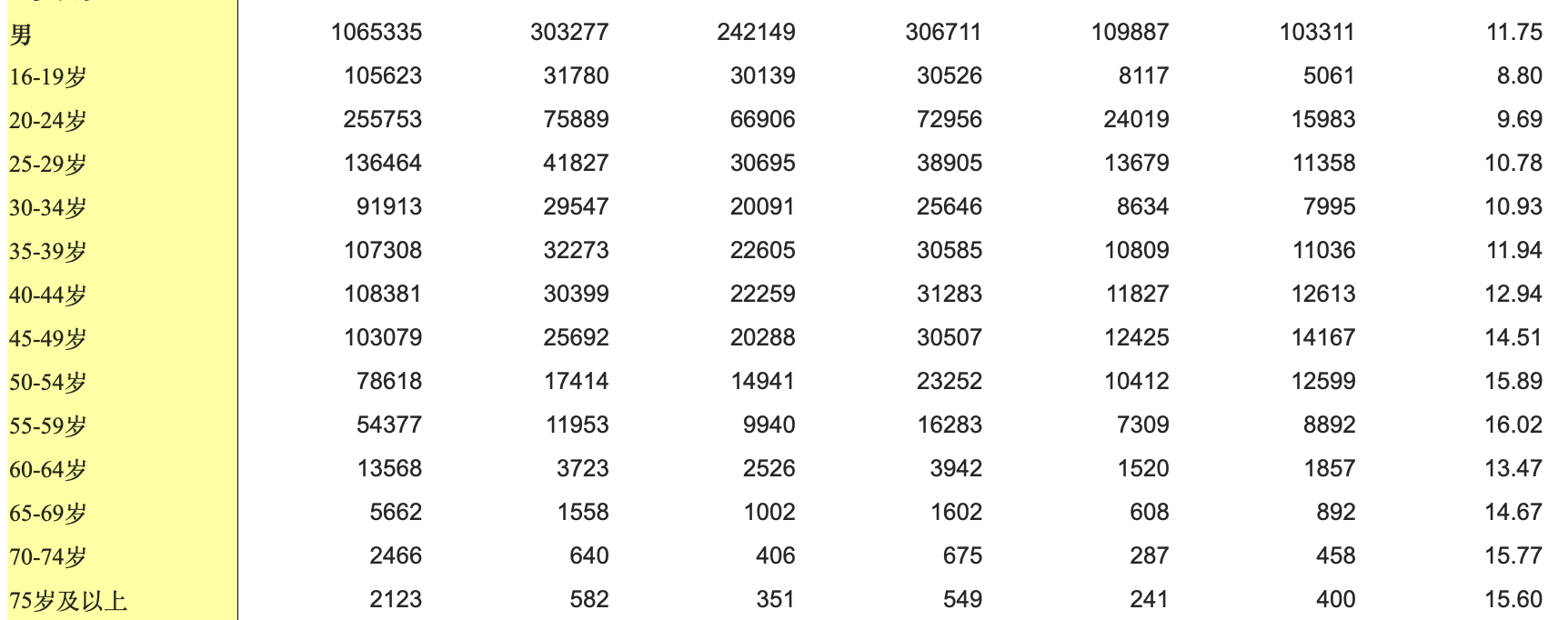
全国分性别的失业人口（男）

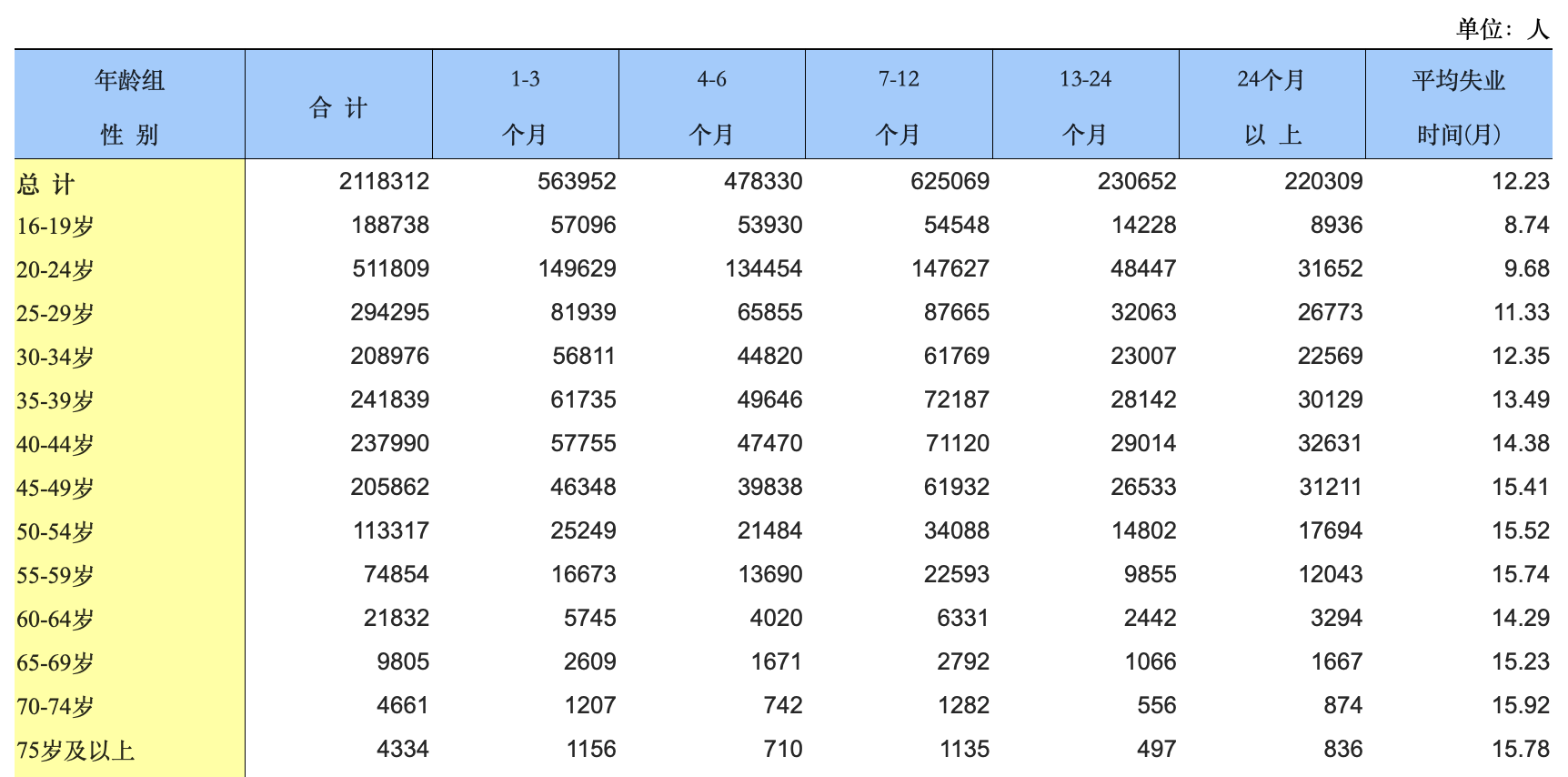
全国分年龄的失业人口

2023年，全国城镇调查失业率均值为5.2%，比上年下降0.4个百分点，低于5.5%左右的预期目标，分季度看总体平稳回落；城镇新增就业1244万人，比上年多增38万人。
| 月份 | 城镇调查失业率 | 本地户籍劳动力调查失业率 | 外来户籍劳动力调查失业率 | 外来农业户籍劳动力调查失业率 | 31个大城市城镇调查失业率 | 25-59岁劳动力调查失业率 | 16-24岁劳动力调查失业率             | 30—59岁劳动力调查失业率 | 来源   |
| ---- | -------------- | ------------------------ | ------------------------ | ---------------------------- | ------------------------ | ----------------------- | ----------------------------------- | ----------------------- | ------ |
| 1月  | 5.6%           | 未发布                   | 未发布                   | 未发布                       | 未发布                   | 未发布                  | 未发布                              | 未发布                  | [ 29 ] |
| 2月  | 5.6%           | 5.4%                     | 5.9%                     | 6.0%                         | 5.7%                     | 4.8%                    | 18.1%                               | 未发布                  | [ 29 ] |
| 3月  | 5.3%           | 5.1%                     | 5.6%                     | 5.3%                         | 5.5%                     | 4.3%                    | 19.6%                               | 未发布                  | [ 30 ] |
| 4月  | 5.2%           | 5.1%                     | 5.4%                     | 5.1%                         | 5.1%                     | 4.2%                    | 20.4%                               | 未发布                  | [ 31 ] |
| 5月  | 5.2%           | 5.1%                     | 5.4%                     | 4.9%                         | 5.5%                     | 4.1%                    | 20.8%                               | 未发布                  | [ 32 ] |
| 6月  | 5.2%           | 5.1%                     | 5.3%                     | 4.9%                         | 5.5%                     | 4.1%                    | 21.3%                               | 未发布                  | [ 33 ] |
| 7月  | 5.3%           | 5.3%                     | 5.2%                     | 4.8%                         | 5.4%                     | 暂停发布                | 暂停发布                            | 未发布                  | [ 35 ] |
| 8月  | 5.2%           | 5.3%                     | 4.8%                     | 4.4%                         | 5.3%                     | 未发布                  | 未发布                              | 未发布                  | [ 36 ] |
| 9月  | 5.0%           | 未发布                   | 未发布                   | 未发布                       | 未发布                   | 未发布                  | 未发布                              | 未发布                  | [ 37 ] |
| 10月 | 5.0%           | 5.0%                     | 4.9%                     | 4.6%                         | 5.0%                     | 未发布                  | 未发布                              | 未发布                  | [ 37 ] |
| 11月 | 5.0%           | 5.1%                     | 4.7%                     | 4.4%                         | 5.0%                     | 未发布                  | 未发布                              | 未发布                  | [ 38 ] |
| 12月 | 5.1%           | 5.2%                     | 4.7%                     | 4.3%                         | 5.0%                     | 未发布                  | 14.9%（已变为不含在校生在内的数据） | 3.9%                    | [ 39 ] |

根据最新的统计数据，全国的失业人口分布情况在年龄、性别和未工作时间方面呈现出多样化的特征。这些数据是对失业问题的深入研究和分析的结果，为了更好地理解失业人口的情况。

### 2024年
从2023年12月的失业率数据开始，中国国家统计局采取了新的统计方法。在这一方法中，16至24岁的劳动力失业率将不再将在校学生纳入统计范围，以更准确地反映实际的就业情况。同时，针对25至59岁的劳动力失业率，统计局将其细分为两个子群：25至29岁的劳动力失业率和30至59岁的劳动力失业率，并分别进行发布。2024年是国家统计局采用新统计口径发布失业率的第一年。
据新华社报道，2024届高校毕业生规模预计达1179万人，同比增加21万人。
| 月份 | 全国城镇调查失业率 | 全国城镇不包含在校生的16—24岁劳动力失业率 | 全国城镇不包含在校生的25—29岁劳动力失业率 | 全国城镇不包含在校生的30—59岁劳动力失业率 | 来源                 |
| ---- | ------------------ | ----------------------------------------- | ----------------------------------------- | ----------------------------------------- | -------------------- |
| 1月  | 5.2%               | 14.6%                                     | 6.2%                                      | 4.1%                                      | [ 34 ] [ 42 ] [ 43 ] |
| 2月  | 5.3%               | 15.3%                                     | 6.4%                                      | 4.2%                                      | [ 34 ] [ 42 ] [ 43 ] |
| 3月  | 5.2%               | 15.3%                                     | 7.2%                                      | 4.1%                                      | [ 44 ]               |
| 4月  | 5.0%               | 14.7%                                     | 7.1%                                      | 4.0%                                      | [ 45 ]               |
| 5月  | 5.0%               | 14.2%                                     | 6.6%                                      | 4.0%                                      | [ 46 ]               |
| 6月  | 5.0%               | 13.2%                                     | 6.4%                                      | 4.0%                                      | [ 47 ]               |
| 7月  | 5.2%               | 17.1%                                     | 6.5%                                      | 3.9%                                      | [ 48 ]               |
| 8月  | 5.3%               | 18.8%                                     | 6.9%                                      | 3.9%                                      | [ 49 ]               |
| 9月  | 5.1%               | 17.6%                                     | 6.7%                                      | 3.9%                                      | [ 50 ]               |
| 10月 | 5.0%               | 17.1%                                     | 6.8%                                      | 3.8%                                      | [ 51 ]               |

## 青年失业
中国的青年失业率值得注意，因为青年工人在中国劳动力中占很大比例。在2004年至2009年期间，低技能的年轻工人很容易找到工作；然而，由于经济停滞，如今的年轻工人在寻找或维持工作方面可能面临越来越大的困难。年轻工人可以获得的工作往往不稳定，工资低，缺乏失业福利和保险等社会保障福利。此外特伦斯·特斯和马克·埃斯波西托（2014）认为这些年轻人中的一些人是啃老族。特斯和埃斯波西托建议，一些父母鼓励孩子继续失业，找到更好的工作，而不是接受父母已经拥有的低质量工作。
2023年，随着反內卷趋势在中国愈演愈烈，Z世代年轻人开始选择薪酬较低的职业作为有效、压力较小的职业道路，尽管这些职业一度被认为是低质量的。青年失业也可归因于结构性失业，当工作所需的技能与工人所拥有的技能不匹配时，就会发生结构性失业。根据赵和黄（2010）的研究，1999年毕业后，2003年有75万大学毕业生找不到工作，2005年增加到120万，2009年增加到近200万（约占当年610万毕业生总数的32%）。由于70%的就业率的最低标准以及教育部可能的欺诈性报告，实际数字可能高于官方数据。大学毕业生的求职成功往往取决于大学的声誉。例如，从中国名牌大学毕业的学生。
自2018年以来，中国青年失业率大幅上升，在2022年5月达到20.8%的峰值。自2022年初以来，由于新冠肺炎疫情中断和房地产衰退加剧了劳动力市场已经存在的结构性问题，青年失业率一直在上升。2023年8月15日，中国国家统计局宣布停止公布青年失业率。2023年7月，中国国家统计局宣布，青年失业率为21.3%。发布不包括在校学生的16—24岁劳动力失业率有助于更精确地监测青年人群中真正需要工作的情况，
另一方面，增加发布不包括在校学生的25—29岁劳动力失业率有助于更全面地了解青年从学校毕业到稳定工作过程中的就业失业情况。随着青年受教育年限的提高，多数青年在24岁时刚刚毕业，处于择业期，一些人可能未就业或就业情况不稳定。至29岁时，绝大多数青年已度过择业期，就业情况趋于稳定。社会各界关心青年毕业后的就业情况，因此，发布25—29岁劳动力失业率能够更全面地反映这一阶段青年的就业失业情况。
这些调整旨在提供客观、全面的就业数据，以便政府和相关部门能够更好地了解青年就业状况，采取有效措施支持他们顺利融入社会和就业市场。
许多消息来源认为，这一决定相当于故意掩盖与青年失业数据点有关的信息，是中国整体经济状况的一个令人不安的迹象，《纽约时报》在2023年8月报道称，“随着经济增长停滞和全球担忧加剧，北京停止发布青年失业数据，这是其最新的尝试，目的是淡化负面趋势…”
中国国家统计局在2023年8月宣布停止公布青年失业率之后，于2024年1月17日，再次开始发布青年失业率。不过，通过采用不同的统计标准，使得这个数字大幅下降。

## 新冠疫情对失业的影响
根据2022年一季度的数据，城镇调查失业率保持在相对稳定的水平，虽然与去年同期相比略有增加，但整体呈现基本稳定的趋势。其中，主要就业群体25—59岁成年人的失业率以及本地户籍人口的失业率均持平于去年同期水平，表明就业市场整体趋势相对稳定。
然而，3月份受疫情影响，部分地区的就业压力有所加大，导致城镇调查失业率上升至5.8%。特别是建筑、交通运输、住宿餐饮、批发零售、居民服务、文化旅游等行业受到较大影响，用工需求减弱。此外，外来农业户籍人口失业率连续两个月高于城镇失业率总体水平，进一步凸显了受疫情影响的劳动力市场压力。
尽管面临疫情等不确定因素，但整体来看，保持就业稳定仍具备较好的基础和条件。经济持续恢复，各项就业优先政策提质加力，政府采取了一系列措施支持市场主体、保障就业。同时，各地也积累了应对疫情的经验，政策措施更加成熟有效。随着疫情防控形势的好转和稳就业政策的不断落实，预计就业形势有望逐步改善。

## 全球金融危机对失业的影响
全球金融危机是近年来最为严重的经济事件之一，对就业市场造成了深远的影响。全球金融危机后，许多移民工人返回家园。全球金融危机导致发达国家的消费者需求减少，而中国商品的出口订单下降。在金融危机期间，价格大幅下跌，企业和消费者无法偿还债务，金融机构缺乏流动性。外来务工人员已经在社会和法律上被边缘化，脱离了其不稳定的就业性质，他们的贫困加剧。2009年初，失业移民人数超过2000万，约占失业总人口的40%。在2008年8月之后的几个月里，中国的出口订单急剧下降，尤其是在沿海城市。珠江三角洲经济区内的大多数企业都关闭了。这导致大学毕业生的工作机会很差，进一步降低了劳动力参与率。然而，政府为失业人员提供了援助，并负责稳定城市户籍居民的失业状况，以增加就业机会。
许多在中国的企业陷入了资金紧缺和生产停滞的困境，这迫使它们采取了裁员或暂停招聘等紧急措施。这种情况导致了就业市场的竞争进一步加剧，许多人面临着失业的风险。与此同时，一些关键行业，如房地产和金融服务业，受到了严重冲击，大量工作岗位不复存在，这使得失业者不得不面对重新定位就业方向的严峻挑战。经济衰退使得许多企业陷入了困境，工资普遍下降，这进一步降低了人们的收入水平，加剧了社会不稳定因素的存在。许多家庭面临着生计压力，社会福利体系也面临了更大的压力。全球金融危机期间，中国政府和相关组织采取了一系列应对措施，包括财政刺激计划、货币政策调整以及就业保障等政策，以减缓危机对就业市场的冲击。

## 争议

### 青年失业率创历史新高
2023年7月24日，在中国金融四十人论坛上，经济学家高善文发表了一篇关于失业率的演讲：简单地讨论失业率在现在的条件下是非常不完整的，很多人只讲青年失业率高，却不讲25-59岁人口的失业率创了历史新低，这完全基于总需求不足，是不容易解释的。
2023年8月15日的国务院新闻办公室新闻发布会上，国民经济综合统计司司长付凌晖表示自8月份起全国青年人等分年龄段的城镇调查失业率将暂停发布，主要原因是“经济社会在不断发展变化，统计工作需要不断完善，劳动力调查统计也需要进一步健全优化”、“毕业前寻找工作的学生是否应纳入劳动力调查统计，社会各方面有不同的看法，需要进一步研究”、“在劳动力调查统计中，对于青年人年龄范围的界定，也需要进一步研究”。
据BBC News中文报道，中国大陆的16-24岁劳动力调查失业率自2023年4月开始就超过2022年7月的19.9%，屡创2018年有统计以来的新高。最后一次公布的16-24岁劳动力调查失业率达到21.3%，与“阿拉伯之春”前夕整个中东地区的青年失业率接近。
北京大学经济学副教授张丹丹在财新网上发表的文章《可能被低估的青年失业率》计算，在2023年3月，中国青年失业率最大值达到了46.5%，远高于官方公布的19.7%。

### 每周工作一小时算就业？
有学者认为，中国把"就业"的标准定得太低了。根据中国国家统计局的官方网页，每周工作时间1小时即算为就业。 相形之下，美国为15个小时，法国为20个小时。

## 政府應對措施
尽管中国经济增长水平很高，但在1998到2008年之間，中国经济结构调整导致城市失业率上升，导致许多城市发生内乱。自1986年以来，特别是自1997年以来，中央政府的失业政策重点是通过失业保险、再就业服务中心和培训、就业援助等就业服务，帮助城镇登记失业人员和“下岗工人”。这些努力旨在通过刺激经济增长来控制国有企业的裁员和创造就业机会。